# Kelurahan Kedamaian
Kelurahan Kedamaian är en administrativ by i Indonesien.   Den ligger i provinsen Lampung, i den västra delen av landet, 190 km nordväst om huvudstaden Jakarta.